# 부호전환
언어학적으로, 부호전환(符號轉換, code-switching, 코드 스위칭, 코드 바꾸기, 바꿔 말하기)은 대화에서 하나 이상의 언어 혹은 방언을 사용할 때 그것을 교체하여 사용하는 행위를 말한다. 교체하여 사용하는 것이 아니라 동시에 사용하는 것은 부호혼용이라 한다. 부호혼용은 주로 사용하는 언어가 있고 다른 언어가 주된 언어 속에 포함되어 사용되는 경우가 많다.
부호전환이 일어나는 원인으로는 외적인 것과 내적인 것이 있다. 외적인 것의 예로는 다중언어 혹은 양층언어 상황에서 공적인 자리에서는 상위어를 쓰고 사적인 자리에서는 하위어를 쓰는 경우를 들 수 있다. 내적인 것의 예로 개인들이 어떤 언어집단의 화자들과 가까워지고 싶으냐에 따라 다른 언어로 전환하여 사용하는 경우를 들 수 있다. 부호전환 자체가 선호도의 반영인 것이다.

## 예시
미국에 사는 한국인 가정에서 부모들끼리 대화할 때 한국어를 쓰다가 자식들과 대화할 때 영어로 교체한다면 그것은 부호전환의 한 예라고 할 수 있다. 마찬가지로 공식 석상에서 표준어를 구사하던 지방 출신의 정치가가 연설을 마치고 내려와 자기 고향의 지지자들과 사투리를 써서 대화를 하면 그것도 부호전환이다.
부호혼용의 예로는 번역이 되지 않은 개념들을 이용하여 학술발표를 할 때 토씨빼고 나머지를 모두 외국어로 채우는 발표자를 들 수 있겠다. '나는 커피를 마셨다'라는 문장에서 커피를 [커피]라고 발음한다면 그것은 부호혼용이 아니겠지만 /ˈkɑfi/라고 발음한다면 부호혼용이다.
스페인어(Spanish)와 영어(English) -
Ana Celia Zentella는 뉴욕에 사는 푸에르토리코 국적의 스페인어와 영어 두 가지를 구사할 줄 아는 화자들을 연구하여 다음과 같은 예시를 제시했다. 이 예에서, 마르타(Marta)와 그의 여동생 롤리타(Lolita)는 둘 다 스페인어와 영어를 Zentella (ACZ)와 실외에서 사용한다.
Lolita: Oh, I could stay with Ana?
Marta: — but you could ask papi and mami to see if you could come down.
Lolita: OK.
Marta: Ana, if I leave her here would you send her upstairs when you leave?
ACZ: I’ll tell you exactly when I have to leave, at ten o’clock. Y son las nueve y cuarto. ("And it’s nine fifteen.")
Marta: Lolita, te voy a dejar con Ana. ("I’m going to leave you with Ana.") Thank you, Ana.
Zentella는 동네의 푸에르토리코 아이들과 영어와 스페인어를 모두 사용하여 대화한다: "아이들끼리는 영어를 주로 사용하지만, 영어에서 스페인어로 코드 스위칭(code-switching)이 평균 3분마다 나타난다."